# Keningau
Keningau – miasto w Malezji, w stanie Sabah. Według danych szacunkowych za rok 2008 liczy 102 635 mieszkańców. Ośrodek przemysłowy.